# Glyptothorax obscura
Glyptothorax obscura es una especie de peces de la familia Sisoridae en el orden de los Siluriformes.

## Distribución geográfica
Se encuentra en la China.